# Trương Phát Khuê
Trương Phát Khuê (tiếng Trung: 张发奎; 1896-1980), tự Hướng Hoa (向华), còn có tên là Dật Bân (逸斌), người huyện Thủy Hưng, tỉnh Quảng Đông, Trung Quốc, Thượng tướng quân đội Trung Hoa Dân Quốc (Quốc quân), tham gia Bắc phạt, nổi tiếng trong binh biến Nam Xương. Trong chiến tranh kháng Nhật, là tư lệnh mặt trận Thượng Hải lần thứ nhất, sau đó là tư lệnh của Đệ Tứ quân khu. Sau năm 1949, tướng Trương Phát Khuê sống tại Hồng Kông.

## Ảnh hưởng với cách mạng Việt Nam
Từ đầu thập niên 1940, Tưởng Giới Thạch đã chỉ thị cho Trương hỗ trợ cho các tổ chức cách mạng quốc gia chống Pháp của người Việt trong lãnh địa của mình, nhằm tạo ra một đồng minh chống Nhật, chuẩn bị cho việc kiểm soát miền Bắc Đông Dương sau chiến tranh,, một liên minh mà theo Tưởng là có thể dễ dàng thuyết phục các đảng phái và lãnh đạo của họ rằng tương lai của Đông Dương gắn liền với tương lai của Trung Quốc. Dưới sự bảo trợ của Trương, cuối năm 1942, các tổ chức cách mạng người Việt đã thành lập Việt Nam Cách mệnh Đồng minh Hội (Việt Cách) tại Quảng Tây, một liên minh các tổ chức cách mạng Việt Nam có xu hướng chống Pháp và chống Cộng, với hạt nhân là Việt Nam Quốc dân Đảng.
Ban đầu, Trương loại trừ mọi ảnh hưởng những người Cộng sản Việt Nam trong tổ chức Việt Cách, vì mục tiêu của Trương là gây dựng ảnh hưởng của Trung Quốc với Đông Dương. Trương đặc biệt hỗ trợ cho Nguyễn Hải Thần, một lãnh đạo Việt Cách, có xu hướng chống Cộng và chống Pháp. Trong khi đó, một số lãnh đạo Việt Cách khác như Vũ Hồng Khanh và Nghiêm Kế Tổ lại được chính phủ Trung Khánh của Tưởng hỗ trợ. Việt Cách nhanh chóng rơi vào tình trạng chia rẽ bởi mâu thuẫn giữa các lãnh đạo liên minh. Trước tình hình đó, Trương đã giao quyền lãnh đạo Việt Cách cho Hồ Chí Minh, một nhà cách mạng Việt Nam vừa nổi lên. Theo cuốn The Lost Revolution của Robert Shaplen: Và chính từ thời điểm Nguyễn Ái Quốc đổi tên là Hồ Chí Minh, trước hết là để giấu lai lịch đối với Tai Li (Đới Lạp), trùm mật vụ của Tưởng. Với tên Hồ Chí Minh, ông trở thành người cầm đầu một tổ chức tập hợp rộng rãi các nhóm cách mạng người Việt gọi là Đồng minh Hội, được Trung Hoa Quốc dân Đảng ủng hộ, còn Việt Minh do Cộng sản tổ chức lúc đầu cũng chỉ là một bộ phận của tổ chức này.
Hồ Chí Minh nhanh chóng tận dụng Việt Cách để mở rộng ảnh hưởng của tổ chức Việt Minh do ông lãnh đạo, chiêu mộ nhiều thành viên trẻ, trung kiên nhất, cách mạng của Việt Cách để đưa về nước hoạt động dưới sự lãnh đạo của Việt Minh. Cuối năm 1944, Hồ Chí Minh về nước lãnh đạo cách mạng trong khi các lãnh đạo Việt Cách tại Trung Quốc tiếp tục bị chia rẽ dẫn đến các nhóm tách ra hoạt động riêng như nhóm Việt Quốc của Vũ Hồng Khanh, Đại Việt của Nguyễn Tường Tam...
Khi Nhật Bản đầu hàng, tại Việt Nam, lực lượng Việt Minh do Hồ Chí Minh nhanh chóng tận dụng thời cơ để giành chính quyền, thành lập nhà nước Việt Nam Dân chủ Cộng hòa. Trương khi đó được Tưởng giao nhiệm vụ đến Hongkong để tiếp nhận sự đầu hàng của quân Nhật và chờ quân Anh đến tiếp quản. Việc giải giáp quân Nhật tại Bắc Đông Dương được Tưởng giao lại cho tướng Lư Hán, một người vốn không quan tâm đến cách mạng Việt Nam.